# Milada Součková
Milada Součková (* 24. Januar 1898 in Prag, Österreich-Ungarn; † 1. Februar 1983 in Cambridge, Massachusetts) war eine tschechische Schriftstellerin und Literaturtheoretikerin. Sie wuchs in Prag auf, da sie aber mit dem kommunistischen Regime in der Tschechoslowakei nicht einverstanden war, lebte sie in den USA.

## Biographie
Milada Součková wurde am 24. Januar 1898 in Prag geboren. Ihr Vater war Bauunternehmer und am Aufbau neuer Prager Stadtviertel beteiligt. Sie wuchs in einer typischen bürgerlichen Familie nach der Jahrhundertwende auf und erlebte hier das pulsierende Leben der Großstadt und hierbei speziell die Atmosphäre der erstarkenden bürgerlichen Klasse bereits im Kindesalter.
Součková besuchte das elitäre Mädchengymnasium Minerva in Prag, und spätere Größen wie Milena Jesenská waren ihre Mitschülerinnen. Das Minerva-Gymnasium stellte für die Mädchen einen Raum der Entfaltung und Freiheit dar, nicht die Erziehung zur Hausfrau und Mutter, sondern zur emanzipierten Frau war das Ziel. Ein Viertel der Absolventinnen studierte an Hochschulen, so auch Součková: Von 1918 bis 1923 betrieb sie ihr Studium der Naturwissenschaften in Prag. Das Thema ihrer Dissertation lautete „O duševním životě rostlin“ (Über das Seelenleben der Pflanzen) – hierfür wurde ihr 1923 der Doktortitel (Dr. phil.) verliehen.
Ihre weitere Lebensgeschichte führte sie weg aus Prag, zuerst freiwillig, später mehr oder weniger gezwungenermaßen.
Von 1923 bis 1924 studierte sie an der Universität in Lausanne. Irgendwann zu dieser Zeit lernte sie den Maler und Schriftsteller Zdeněk Rykr kennen; 1927 (Menclová 2002: 591) bzw. 1930 (Suda 1999: 245) – die Angaben variieren je nach Quelle – heirateten sie.
Sie schrieb für Zeitungen und Zeitschriften wie zum Beispiel „Lidové noviny“ (Volkszeitung), „Eva“, „Kvart“ (Quart), „Slovo a slovesnost“ (Wort und Literatur). Milada Součková kam in Kontakt mit tschechischen Schriftstellern, 1936 wurde sie Mitglied des Prager Linguistenkreises. Durch diesen wurde sie und ihr Werk beeinflusst, besonders auch durch die Freundschaft mit dem Literaturwissenschaftler Roman Jakobson. In Paris arbeitete sie an der Revue „The Booster/Delta“ mit. Hier traf Milada Součková Autoren, „die ihr literarisch nahestanden, während sie in der damaligen tschechischen Literatur eine Einzelgängerin war.“ (Suda 1999: 237).
Um der Verhaftung durch die Gestapo zu entgehen, beging ihr Mann 1940 Selbstmord. In der Zeit des Zweiten Weltkrieges verkehrte sie mit den Mitgliedern der Skupina 42 (Gruppe 42). 1945 wurde sie zur Kulturattachée für das tschechoslowakische Konsulat in New York ernannt. Als einige der wenigen protestierte sie 1948 öffentlich gegen den kommunistischen Putsch in ihrer Heimat, indem sie ihr Amt als Kulturattachée niederlegte. Sie entschied, in den USA zu bleiben. „Heute kann man sich kaum vorstellen, wie einsam sie dastand.“ (Suda 1999: 242). Das schrieb Kristián Suda in seinem Nachwort zu ihrem Werk „Der unbekannte Mensch“ über sie.
Roman Jakobson unterstützte sie zu Beginn ihrer Karriere als Bohemistin an einigen Universitäten der USA – er verhalf ihr in Fachkreisen zu Ansehen. Von 1950 bis 1962 lehrte sie an der Universität von Harvard, von 1962 bis 1969 in Chicago und von 1970 bis 1973 in Berkeley, Kalifornien.
Im Alter von 84 Jahren starb Milada Součková 1983 in Cambridge, Massachusetts.

## Schaffen
In den dreißiger Jahren schreibt und veröffentlicht Milada Součková ihre ersten Prosaarbeiten. Bezeichnend nennt sie ihr Erstlingswerk „První písmena“ (Die ersten Buchstaben); es erscheint 1934 im Selbstverlag. Inspiriert durch den Surrealismus experimentiert sie mit Erzählweisen und Perspektiven, inspiriert auch durch James Joyce’ „Ulysses“, der in jedem Kapitel andere Erzählweisen verwendet. Das Literarisch-Experimentelle charakterisiert auch ihr weiteres Werk. Ihre „Abneigung gegen literarische Klischees und konventionelle Mittel“ (Suda 1999: 235) bringt sie zum Ausdruck, indem sie die Grenzen zwischen Vergangenheit und Gegenwart verwischt, ständig die Perspektiven wechselt, Haupt- und Nebenfiguren in ihrer Bedeutung wechseln lässt und Situationen und Bilder in dem Moment in Frage stellt, wenn sie sie niederschreibt. Wie bei James Joyce stehen nie nur die äußeren Geschehnisse im Vordergrund, sondern diese werden verbunden mit persönlichen Assoziationen, Vorstellungen und Erinnerungen. Die Erzähltechnik des „Bewusstseinsstromes“ / „Stream of Consciousness“ findet in Součkovás Werken Ausdruck; das heißt, sie lässt ihre Protagonisten scheinbar frei und ungefiltert das Erlebte wiedergeben. Diese, ihre charakteristischen Eigenschaften kommen auch in ihren Folgewerken zum Ausdruck.
Weitere Werke, ab Ende der 50er Jahre vor allem Gedichte, folgen. Die meisten ihrer Bücher veröffentlicht Součková anfangs nur im Selbstverlag. Als Schriftstellerin bleibt sie zeit ihres Lebens größtenteils unbekannt, in Tschechien ist man eben dabei, sie zu entdecken. Anerkennung erhielt sie in den USA im universitären Bereich als Literaturwissenschaftlerin der Bohemistik. Dass sie als Schriftstellerin so lange Zeit unbekannt war, hat mehrere Gründe: Auf der einen Seite schützte sie ihr Privatleben – gemäß ihrer Überzeugung, dass Autor/Autorin und Werk getrennt betrachtet werden sollen – und daher weiß man nur wenig über sie. Auf der anderen Seite verhinderten zuerst die Nationalsozialisten und später die Kommunisten einen Aufstieg. Auch in den drei Jahren dazwischen (also von 1945 bis 1948) wollte man sie in Prag nicht schätzen und ihre Werke wurden dort auch nicht verlegt. „Neznámý člověk“ (Der unbekannte Mensch) zum Beispiel erschien erstmals 1962 in einem Exilverlag.

## Werk

### Belletristik
- První písmena (Die ersten Buchstaben, 1934, Prosaband, Selbstverlag)
- Amor a Psyche (Amor und Psyche, 1937, Roman)
- Odkaz (Das Vermächtnis, 1940, Dilogie 1. Teil)
- Zakladatelé (Die Begründer, 1941, Dilogie 2. Teil)
- Obrazy z dějin národa českého (Bilder aus der Geschichte des tschechischen Volkes, von Vladislav Vančura unter Mitwirkung Milada Součkovás, drei-teilig, 1939, 1940, postum 1948, Avantgarde-Prosa)
- škola povídek (Die Schule der Erzählungen, 1943, Prosaband)
- Bel canto (1944, Künstlerroman)
  - deutsch: Bel canto, Roman aus dem Tschechischen und mit einem Nachwort von Eduard Schreiber, mit einer biografischen Skizze von Kristian Suda, Matthes & Seitz, Berlin 2010, ISBN 978-3-88221-531-1
- Sešity Josephiny Rykrové (Die Hefte der Josephine Rykrová, 1981, im Exil, verheiratet lautete der Nachname M.Součkovás „Rykrová“)
- Neznámý člověk (Der unbekannte Mensch, 1962, Roman)
  - deutsch: Der unbekannte Mensch, Roman, aus dem Tschechischen übersetzt von Reinhard Fischer, mit einem Vorwort von Peter Demetz und einem Nachwort von Kristián Suda, Deutsche Verlags-Anstalt (DVA), Stuttgart 1999, ISBN 978-3-421-05234-6